# Xiantao
Xiantao (en chino, 仙桃; pinyin, Xiāntáo) es una subprefectura  bajo la administración directa de la Provincia de Hubei, República Popular China. Su área es de 2519 km² y su población total para 2019 superó el 1,14 millón de habitantes.
Xiantao es la ciudad natal del autor Chi Li y el empresario Lei Jun.

## Administración
Desde diciembre de 2021, la Subprefectura Xiantao se divide en 18 pueblos que se administran en 3 subdistritos y 15 poblados.

## Toponimia
El topónimo Xiantao se compone de los sinogramas Xian (ser mágico) y Tao (melocotón), con el significado de "melocotón mágico".
El nombre proviene de una historia sobre un hada (仙女 Xiān[nǚ]) que llevaba melocotones (仙 Tao) como ofrenda para el cumpleaños de la Reina Madre del Oeste. Al sobrevolar esta región, el hada vio un fértil oasis y lo bendijo, haciendo que melocotoneros florecieran de repente y dieran frutos excepcionales, de ahí el nombre.
Originalmente se llamó Mianyang (沔阳 "al norte del Mian") durante más de 2000 años, por su ubicación al río Mian (沔水), afluente del Yangtsé. 
En 1986, el gobierno chino renombró Mianyang como Xiantao para reflejar su identidad cultural y promover el turismo, basándose en la leyenda local.